# Superligaen 2010-2011
La Superligaen 2010-2011 è stata la 98ª edizione della massima serie del campionato di calcio danese e 21ª come Superligaen, disputata tra il 17 luglio 2010 e il 29 maggio 2011 e conclusa con la vittoria del FC København, al suo nono titolo.
La squadra campione e quella vicaria parteciperanno alla UEFA Champions League 2011-2012. La terza e la quarta classificata parteciperanno alla UEFA Europa League 2011-2012.

## Stagione
Il campionato viene vinto dal Copenaghen, per il terzo anno consecutivo, a otto giornate dal termine.

## Squadre partecipanti
| Squadra      | Posizione nell'ultimo campionato    |
| ------------ | ----------------------------------- |
| Aalborg      | 5°                                  |
| Brøndby      | 3°                                  |
| Copenaghen   | 1°                                  |
| Esbjerg      | 4°                                  |
| Horsens      | 1° in 1ª Divisione Danese 2009-2010 |
| Lyngby       | 2° in 1ª Divisione Danese 2009-2010 |
| Midtjylland  | 6°                                  |
| Nordsjælland | 7°                                  |
| Odense       | 2°                                  |
| Randers      | 10°                                 |
| Silkeborg    | 8°                                  |
| SønderjyskE  | 9°                                  |

## Classifica
|                      |     | Classifica 2010-2011 | Pti | G  | V  | N  | P  | GF | GS | DR  |
| -------------------- | --- | -------------------- | --- | -- | -- | -- | -- | -- | -- | --- |
| Danimarca (bandiera) | 1.  | Copenaghen           | 81  | 33 | 25 | 6  | 2  | 77 | 29 | +48 |
|                      | 2.  | Odense               | 55  | 33 | 16 | 7  | 10 | 55 | 41 | +16 |
|                      | 3.  | Brøndby              | 51  | 33 | 13 | 12 | 8  | 52 | 39 | +13 |
|                      | 4.  | Midtjylland          | 49  | 33 | 13 | 10 | 10 | 50 | 42 | +8  |
|                      | 5.  | Silkeborg            | 43  | 33 | 10 | 13 | 10 | 43 | 49 | -6  |
|                      | 6.  | Nordsjælland         | 39  | 33 | 10 | 9  | 14 | 38 | 50 | -12 |
|                      | 7.  | SønderjyskE          | 39  | 33 | 11 | 6  | 16 | 32 | 46 | -14 |
|                      | 8.  | Lyngby               | 38  | 33 | 10 | 8  | 15 | 42 | 52 | -10 |
|                      | 9.  | Horsens              | 37  | 33 | 9  | 10 | 14 | 29 | 40 | -11 |
|                      | 10. | Aalborg              | 35  | 33 | 8  | 11 | 14 | 38 | 48 | -10 |
|                      | 11. | Randers              | 34  | 33 | 6  | 16 | 11 | 41 | 48 | -7  |
|                      | 12. | Esbjerg              | 33  | 33 | 7  | 12 | 14 | 36 | 49 | -13 |

## Classifica marcatori
| Gol |  |  | Giocatore             | Squadra     |
| --- |  |  | --------------------- | ----------- |
| 25  |  |  | Dame N'Doye           | Copenaghen  |
| 16  |  |  | César Santin          | Copenaghen  |
| 14  |  |  | Peter Utaka           | Odense      |
| 12  |  |  | Hans Henrik Andreasen | Odense      |
| 12  |  |  | Kim Aabech            | Lyngby      |
| 10  |  |  | Michael Krohn-Dehli   | Brøndby     |
| 9   |  |  | Mikkel Thygesen       | Midtjylland |
| 8   |  |  | Gilberto Macena       | Horsens     |
| 8   |  |  | Jesper Lange          | Esbjerg     |
| 8   |  |  | Frank Kristensen      | Randers     |

## Verdetti
- Copenaghen Campione di Danimarca 2010-2011
- Copenaghen e  Odense ammessi al 3º turno preliminare della UEFA Champions League 2011-12.
- Nordsjælland ammesso al turno di play-off della UEFA Europa League 2011-12.
- Brøndby ammesso al 3º turno preliminare della UEFA Europa League 2011-12.
- Midtjylland ammesso al 2º turno preliminare della UEFA Europa League 2011-12.
- Randers e  Esbjerg retrocessi in Prima Divisione danese 2011/2012.